# Tomasz Hołota
Tomasz Hołota (Katowice, 27 gennaio 1991) è un calciatore polacco, centrocampista svincolato.